# Philip Bruns
Pour les articles homonymes, voir Bruns.
Philip Bruns est un acteur et auteur américain né le 2 mai 1931 à Pipestone (Minnesota), et mort le 8 février 2012 à Los Angeles. Il est notamment connu pour avoir interprété les rôles de George Shumway, le père de Mary Hartman dans la série humoristique Mary Hartman, Mary Hartman (en) dans les années 1970, et de Morty Seinfeld, le père de Jerry Seinfeld, dans le second épisode de la série Seinfeld en 1990.

## Biographie

### Jeunesse et éducation
Philip Bruns naît le 2 mai 1931 dans une ferme près de Pipestone, dans le Minnesota. Il est l'ainé d'une fratrie de trois enfants. Ses parents sont Margie Evelyn Solon (née Trigg) et Henry Phillip Bruns. Sa famille a des origines allemandes et irlandaises. Lorsqu'il est au lycée, il fait partie de l'équipe de football américain.
Il est titulaire d'un bachelor obtenu au Augustana College (en) dans le Dakota du Sud et d'un master obtenu à l'École d'arts dramatiques de l'université Yale à New Haven, dans le Connecticut. Il étudie également à la Bristol Old Vic Theatre School de Londres, au Royaume-Uni.

### Carrière
Philip Bruns joue dans une dizaine de films, de publicités télévisées et de pièces de théâtres, dont certaines jouées à Broadway (il remporte notamment un Obie Award pour son rôle dans Mr. Simian en 1964). Il participe à trois saisons du Jackie Gleason Show et interprète le rôle de George Shumway dans la série Mary Hartman, Mary Hartman.
Il joue également le rôle de Morty Seinfeld dans l'épisode « The Stake Out » de la première saison de la sitcom Seinfeld, avant d'être finalement remplacé par Barney Martin après que les réalisateurs Larry David et Jerry Seinfeld aient décidé qu'ils voulaient que le personnage de Morty soit « un parent plus dur » ou « un grognon facile à mettre en colère »,.

## Vie privée
Philip Bruns épouse Jill Owens, une danseuse du Jackie Gleason Show, en 1969. Par la suite, il épouse Laurie Franks, une actrice de Broadway. Il était très bon ami avec Peter O'Toole.
Jusqu'à sa mort, Bruns vit à Hollywood avec sa femme, Laurie Franks (1929-2022). Il meurt de causes naturelles dans un hôpital de Los Angeles le 8 février 2012.

## Filmographie

### Cinéma
- 1965 : Des clowns par milliers (A Thousand Clowns) de Fred Coe : L'homme dans le restaurant
- 1967 : All Woman de Frank Warren : L'homme alcoolisé
- 1968 : Le Plongeon (The Swimmer) de Frank Perry : Un invité à la fête de Biswangers
- 1970 : Jenny (en) de  George Bloomfield : Fred
- 1970 : Escapade à New York (The Out-of-Towners) d'Arthur Hiller : Officier Meyers
- 1971 : Taking Off de Miloš Forman : Un policier
- 1971 : The Gang That Couldn't Shoot Straight de James Goldstone : Gallagher
- 1974 : Silent Night, Bloody Night (en) : Wilfred Butler (1929)
- 1974 : Harry et Tonto (Harry and Tonto) de Paul Mazursky : Burt Coombes
- 1975 : La Kermesse des aigles (The Great Waldo Pepper) de George Roy Hill : Dillhoefer
- 1976 : Flash and the Firecat (en) de Beverly Sebastian et Ferd Sebastian
- 1976 : Nickelodeon de Peter Bogdanovich : Duncan
- 1978 : Corvette Summer de Matthew Robbins : Gil
- 1980 : Le Diable en boîte (The Stunt Man) de Richard Rush : Ace
- 1982 : Où est passée mon idole ? (My Favorite Year) de Richard Benjamin : Extra
- 1983 : Flashdance d'Adrian Lyne : Frank Szabo
- 1987 : Cheeseburger film sandwich (Amazon Women on the Moon) de Michael Barrie et Jim Mulholland : French Ventriloquist Dummy - Manager
- 1988 : Le Retour des morts-vivants 2 (The Return of the Living Dead - Part 2) de Ken Wiederhorn : Doc Mandel
- 1991 : Dead Men Don't Die de Malcolm Marmorstein : Nolan
- 1993 : Love Bites de Malcolm Marmorstein : Vinnie Helsting
- 1993 : The Opposite Sex and How to Live with Them de Malcolm Marmorstein : Irv Crown
- 1994 : Pentathlon de Bruce Malmuth : Vic
- 1995 : Digital Man de Phillip J. Roth : Bob
- 1996 : Ed de Bill Couturié: Clarence
- 1996 : Réactions en chaîne (The Trigger Effect) de David Koepp : Mr. Schaefer
- 1998 : Derapage mortel (Johnny Skidmarks) de John Raffo : Old Coot
- 1999 : Inferno (Coyote Moon) (vidéo) de Danny Mulroon : Old Man Buyer

### Télévision
- 1969 : Let Me Hear You Whisper : Dan
- 1973 : Mr. Inside/Mr. Outside : Brack
- 1974 : The Family Kovack : Jo-Jo Linsen
- 1974 : Judgement: The Court Martial of the Tiger of Malaya - General Yamashita
- 1974 : Columbo : Exercice fatal (An Exercise in Fatality) (Série) : Gene Stafford
- 1975 : Bronk
- 1975 : Target Risk : Marty
- 1975 : Last Hours Before Morning : Max
- 1975 : The Kansas City Massacre : Capt. Jackson
- 1976 : Mary Hartman, Mary Hartman (en) (série) : George Shumway #1 (1976-1977)
- 1977 : Forever Fernwood (série) : George Schumway (pre-plastic surgery)
- 1979 : But Mother! : Harold
- 1980 : The Gold Bug : Tattoo
- 1983 : Blood Feud : Sen. McClellan
- 1984 : Airwolf : Mitch, the Director
- 1963 : Hôpital central ("General Hospital") (série) : Dr Porchenko (1984)
- 1986 : Betrayed by Innocence
- 1986 : La Hotte magique (The Christmas Star) : Lucky